# Hunnan kerület

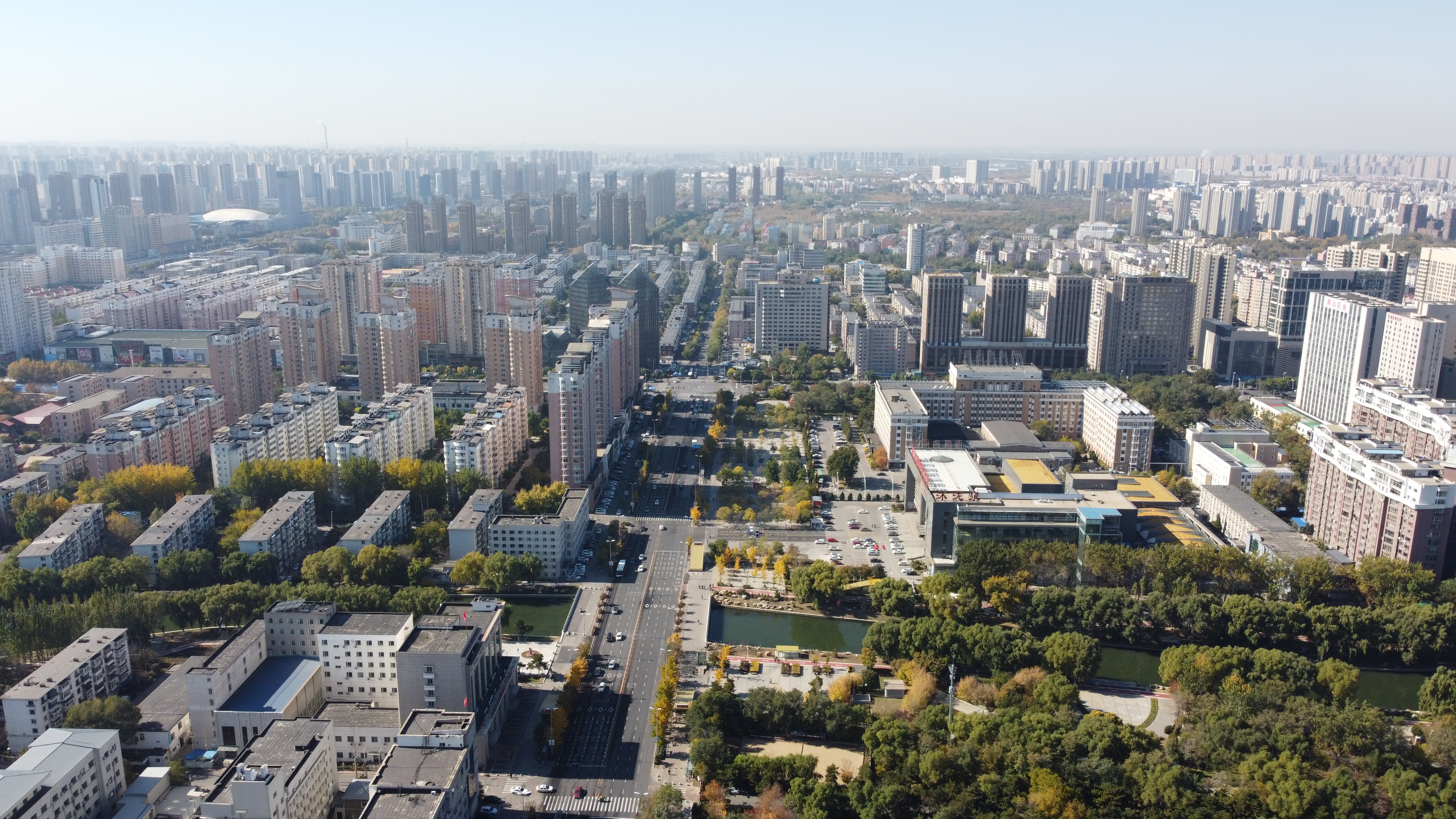
Hunnan kerület

A Hunnan kerület (egyszerűsített kínai: 浑南区, hagyományos kínai: 渾南區, pinjin átírással Húnnán Qū, korábban Tungling kerület, egyszerűsített kínai: 东陵区, hagyományos kínai: 東陵區, pinjin átírással Dōnglíng Qū) a kínai Liaoning tartomány fővárosa, Senjang (Shenyang) 10 kerületének az egyike. Zöldövezeti kerület, amely délkeleti irányből övezi a várost. Magában foglalja Senjang (Shenyang) 12 alkerületét, és 8 agglomerációs helységet (6 várost és 2 községet). Mintegy 600 000 ember él itt, közülük 270 ezren dolgoznak a mezőgazdaságban. Az utóbbi időben kedvelt célpontja lett a zöldövezetbe települni vágyóknak, számos lakópark épült a területén.
Itt kanyarog Liaoning tartomány második legnagyobb folyója, a Hun-folyó. Itt található a tartomány legnagyobb repülőtere, a Senjang Taohszien (Shenyang Taoxian) Nemzetközi Repülőtér, számos belföldi és nemzetközi járattal, kb. 20 km-re a városközponttól délre. 2010-ben ez volt Kína 21. legforgalmasabb repülőtere. Senjang (Shenyang) turistacsalogató látványosságainak kétharmada is ebben a kerületben van, többek között a mukdeni császári palota és a Csing-dinasztia (Qing-dinasztia) első császárának emelt Fuling síremlék. Ez utóbbinak egy másik elnevezése Tungling (Dongling), innen a kerület neve. Itt találhatók továbbá földünk legősibb meteoritjának darabjai a Meteorit parkban, a több mint 200 hektáron elterülő és számos programot kínáló senjangi botanikuskert, valamint a Senjang Sengcsing Nemzetközi Golfklub fenyőerdőbe ékelődő pályája.